# Коссакі (Мазовецьке воєводство)
Коссакі (пол. Kossaki) — село в Польщі, у гміні Нур Островського повіту Мазовецького воєводства. Населення — 114 осіб (2011).
У 1975—1998 роках село належало до Ломжинського воєводства.

## Демографія
Демографічна структура станом на 31 березня 2011 року:
|          | Загалом | Допрацездатний вік | Працездатний вік | Постпрацездатний вік |
| -------- | ------- | ------------------ | ---------------- | -------------------- |
| Чоловіки | 64      | 12                 | 37               | 15                   |
| Жінки    | 50      | 12                 | 24               | 14                   |
| Разом    | 114     | 24                 | 61               | 29                   |